# Vladimir Pechkov
Vladimir Nikolaïevitch Pechkov (en russe : Владимир Николаевич Пешков) est un aviateur soviétique, né le 11 janvier 1911 et décédé le 8 septembre 1941. Pilote de chasse et as de la Seconde Guerre mondiale, il fut distingué par le titre de Héros de l'Union soviétique.

## Carrière
Vladimir Pechkov est né le 11 janvier 1911 dans une famille de paysans de Gribanovka (en russe : Грибановка), dans l'actuelle oblast de Voronej. Il rejoignit l'Armée rouge en 1934 et fut breveté pilote en 1937.
En 1939, il était lieutenant (starchi leïtenant) au 49e régiment de chasse aérienne (49.IAP) et participa à la Guerre d'Hiver contre la Finlande, obtenant 4 victoires homologuées, dont 3 individuelles, au cours de 99 missions. Ces actions lui valurent le titre de Héros de l'Union soviétique le 20 mai 1940. 
Il prit part aux premiers combats lors de l'invasion allemande de l'Union soviétique, en juin 1941. Son unité, le 270e régiment de chasse aérienne (270.IAP), fut l'une des premières escadres à être équipée du tout nouveau chasseur Lavotchkine LaGG-3. C'est aux commandes de cet appareil qu'il abattit 2 appareils ennemis. 
Il fut tué en combat aérien le 8 septembre 1941 au-dessus de Bataïsk, dans l'oblast de Rostov.

## Palmarès et décorations

### Tableau de chasse
Vladimir Pechkov est crédité de 6 victoires homologuées, dont 5 individuelles, obtenues au cours de 120 à 130 missions et deux guerres.

### Décorations
- Héros de l'Union soviétique le 20 mai 1940 (médaille no 111)
- Ordre de Lénine
- Ordre du Drapeau rouge